# Kjøbenhavn (Schiff, 1918)
Die Kjøbenhavn war ein 1918 in Dienst gestelltes Passagierschiff der dänischen Reederei Det Forenede Dampskibs-Selskab (DFDS), das als Fähre in dänischen Küstengewässern fungierte und Kopenhagen, Aarhus und Aalborg miteinander verband. Am 11. Juni 1948 lief die Kjøbenhavn im Kattegat mit über 400 Menschen an Bord auf eine Seemine aus dem Zweiten Weltkrieg und sank innerhalb von zehn Minuten. 48 Passagiere und Besatzungsmitglieder kamen ums Leben.

## Das Schiff
Der 1.670 BRT große Passagierdampfer Kjøbenhavn wurde am 26. Juni 1915 bei der Werft Helsingør Skibsværft in Helsingør bestellt, am 30. September 1916 auf Kiel gelegt und am 20. Oktober 1917 vom Stapel gelassen. Das aus Stahl gebaute Dampfschiff hatte einen Schornstein, einen Propeller und zwei Masten. Die Dreifachexpansions-Dampfmaschine leistete 2300 PSi und verhalf dem Schiff zu einer maximalen Reisegeschwindigkeit von 15 Knoten. Am 16. Dezember 1918 absolvierte die Kjøbenhavn ihre Probefahrten und am folgenden Tag wurde sie an ihre Eigner übergeben, die Det Forenede Dampskibs-Selskab (DFDS), eine 1866 gegründet Reederei mit Sitz in Kopenhagen.
Bis 1928 pendelte die Kjøbenhavn zwischen Kopenhagen und Aarhus, danach wurde sie auf die Route von Kopenhagen nach Aalborg gesetzt. Nachdem es von August 1941 bis Mai 1942 vorübergehend aufgelegt war, war das Schiff während des Zweiten Weltkriegs, als Dänemark von Nazi-Deutschland besetzt war, zeitweise unter dem Namen Regina in Betrieb und fuhr zwischen Gedser und Warnemünde. Im April 1945 wurde das Schiff in Kopenhagen versenkt, aber kurz danach gehoben und bei Burmeister & Wain wieder instand gesetzt.
Im Frühjahr 1947 wurde von Kohle- auf Ölfeuerung umgestellt. Am 22. Juni 1947 kollidierte die Kjøbenhavn mit dem Frachtschiff Mette Skou (1.909 BRT, 1906), das als Folge unterging, aber später gehoben wurde.

## Untergang
Am Freitagmorgen, dem 11. Juni 1948 befand sich die Kjøbenhavn mit 52 Besatzungsmitgliedern und 350 Passagieren auf einer weiteren Überfahrt von Kopenhagen nach Aalborg. Kurz vor 5 Uhr morgens lief das Schiff in der Bucht von Aalborg, etwa 16 Meilen östlich der Stadt Hals und nahe der Sandbank Hals Barre, auf eine Seemine, die das Schiff etwa mittschiffs an der Steuerbordseite traf. Die Kjøbenhavn nahm sofort eine schwere Schlagseite an, was das Wassern der Rettungsboote massiv erschwerte. Nur zwei Boote konnten klargemacht werden, bevor der Dampfer zehn Minuten nach der Explosion unterging. Der augenblickliche Stromausfall an Bord behinderte die Evakuierung zusätzlich.
Der Frachter Frigga (1.095 BRT, 1922), der der gleichen Reederei angehörte, empfing das Notsignal der Kjøbenhavn und nahm an der Unglücksstelle die Überlebenden auf. Sechs Besatzungsmitglieder und 42 Passagiere kamen bei dem Untergang ums Leben.  Unter den Todesopfern befanden sich Holger Bache († 78), pensionierter Professor an  Dänemarks Technischer Universität sowie Frederik Graae († 73), ehemaliger Abteilungsleiter des dänischen Bildungsministeriums (Undervisningsministeriet) und seine Frau Christiane (geb. Winkel) († 68). Die Route, die die Kjøbenhavn regelmäßig genommen hatte, hatte als minenfrei gegolten, da es nach Kriegsende ausgedehnte Minenräumungsarbeiten gegeben hatte.
Das Wrack der Kjøbenhavn wurde später geborgen und verschrottet.